# Летонмяки, Лаури Матвеевич
Лаури Матвеевич Летонмяки (фин. Lauri Aukusti Letonmäki, 22 декабря 1886, Тампере — 20 ноября 1935, Петрозаводск) — финский революционер, уполномоченный по делам юстиции Народного Совета Финляндии, советский деятель просвещения, писатель, переводчик.

## Биография
Родился в семье капитана дальнего плавания.
В 1903 году поступил на историко-филологический факультет Гельсингфорского университета, но обучение не завершил.
В 1905 году принимал участие в революции. Присоединился к СДПФ, где стал редактором молодёжной газеты. С 1907 по 1910 годы работал в союзе батраков, а в 1911 году был арестован и посажен на 6 месяцев в тюрьму. Избран в Сейм от СДПФ в 1913 году. С 1917 года работал над организацией революционных комитетов и Красной гвардии в Тампере. В январе 1918 году был назначен уполномоченным по делам юстиции Народного Совета Финляндии.
Летом 1918 года в Петрограде работал редактором коммунистической газеты. Осенью того же года вступил в РКП(б) и был избран в ЦК КПФ. В 1919—1920 годах на подпольной работе в Финляндии. Делегат Второго конгресса Коммунистического Интернационала.
В 1922—1923 годах — лектор Ленинградского Коммунистического университета.
В 1924 году направлен в Автономную Карельскую ССР, работал заместителем народного комиссара просвещения АКССР, а затем лектором финского педагогического техникума в Петрозаводске. В 1927—1931 годах — редактор газеты «Punainen Karjala», в 1931—1935 годах — редактор издательства «Kirja». Один из организаторов Карельской ассоциации пролетарских писателей (КАПП). Переводил на финский язык стихи советских поэтов, печатал собственные поэтические произведения. Вместе с Куллерво Маннером работал в Комиссии по переводу трудов Ленина на финский язык.
Исключен из ВКП(б) «за связи с финскими националистами» решением Бюро Петрозаводского горкома ВКП(б) от 3 ноября 1935 года. Покончил жизнь самоубийством из-за выраженного ему недоверия.
Похоронен на Неглинском кладбище Петрозаводска.

## Семья
Супруга — Мария Летонмяки. Дочери — Мирья Лауровна (1911 г.р.) и Инкери Лауровна (1915 г.р.).